# Automobiles Th. Schneider
Pour les articles homonymes, voir Schneider.

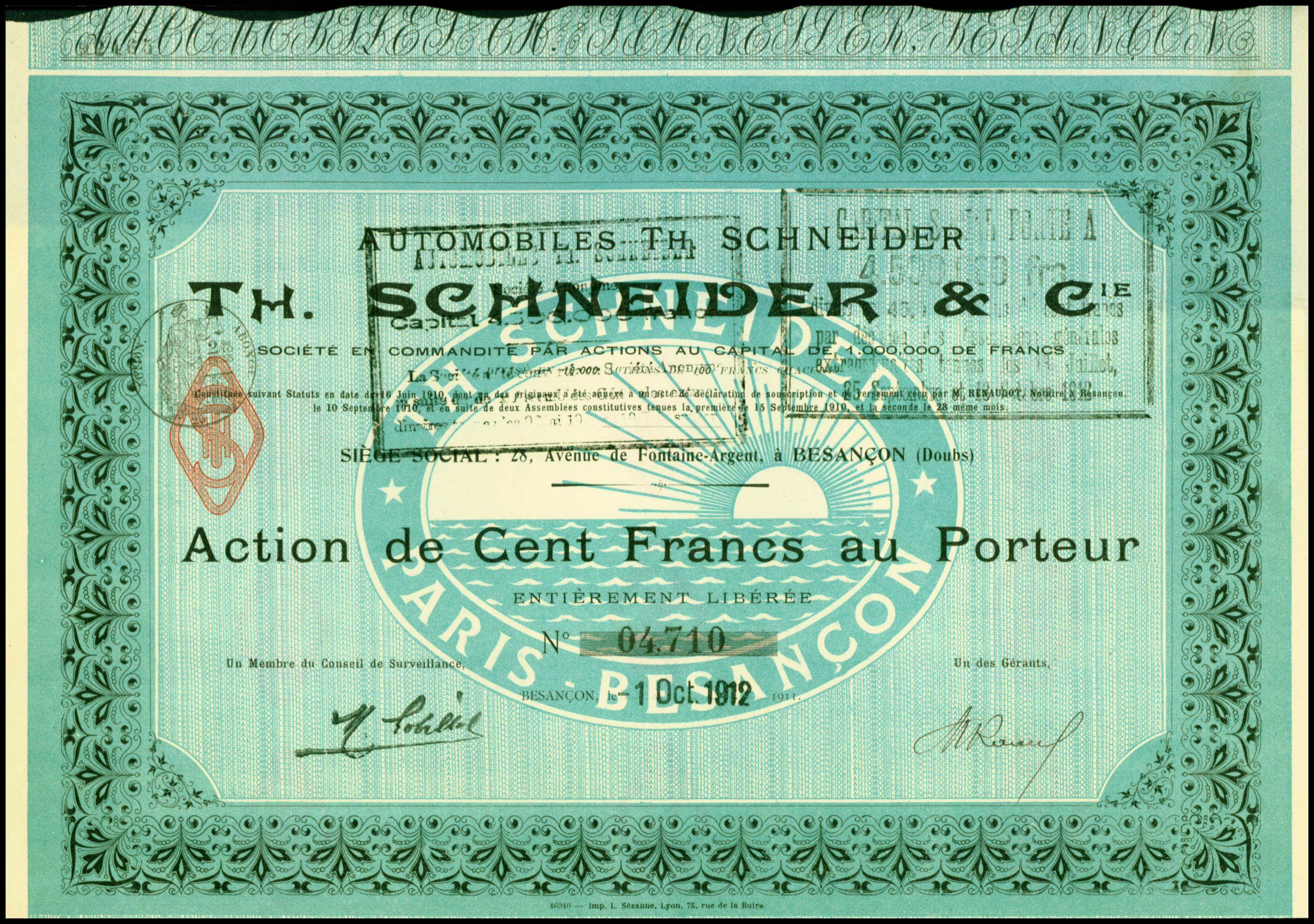
Action de l'Automobiles Th. Schneider & Cie, en date du 1. Octobre 1912

Th. Schneider, est une société de construction automobile française fondée à Besançon le 16 juin 1910 par Louis Ravel et Théodore Schneider. Ce dernier a d'abord officié à Lyon en fondant la firme Rochet-Schneider.
René Croquet remporte avec la marque le premier Grand Prix de Belgique en 1912, sur le circuit Anseremme-Dinant, et la même année René Champoiseau, par ailleurs responsable commercial de la firme, finit deuxième du premier Grand Prix de France des Voiturettes (ou Coupes de la Sarthe), au Mans.
Th. Schneider développe alors une gamme de modèles sportifs qu'elle exporte en Angleterre. En 1930, ayant subi la crise, elle cesse toute activité.

## Origine et déclin de la firme
En 1905 Charles Chapuis, qui fabrique des moteurs à explosion dans son atelier au 27 quai de Strasbourg à Besançon, s'associe à Auguste Dornier. Peu après le premier lance une autre société à Nanterre Chapuis-Dornier tandis que le second cède ses parts à Émile Amstoutz.
Emile Amstoutz fonde, avec Louis Ravel venu de Neuilly-sur-Seine , la société Amstoutz-Ravel et Cie qui est rapidement liquidée. Ravel, après le lancement d'une autre entreprise automobile, la Société du carburateur Zénith, se rapproche de Théodore Schneider qui a acquis les parts de Amstoutz.
Ils fondent la Société des automobiles Th. Schneider qui s'installe 28 rue Fontaine-Argent en 1907 à Besançon et lance un premier modèle, une 10-12 CV, 4 cylindres en 1911.
L'usine produit surtout des châssis avec moteur de 10 à 35 CV que des carrossiers habillent et équipent suivant les désirs de clients. Parallèlement Th. Schneider se lance dès 1912 dans la course automobile : tour de France, 24 h du Mans... en décrochant des places d'honneur.
La marque met au point un moteur sans soupapes présenté au Grand Prix de Dieppe en 1912. Celui-ci se caractérise par une quasi-absence de vibrations et un silence de fonctionnement exemplaire mais il n'est pas commercialisé. 
Les ventes décollent cette année-là en France mais également aux États-Unis, grâce aux contacts new-yorkais de Louis Adenot un ex-directeur de Rochet-Schneider venu à Besançon accompagné notamment du britannique Delmar, précédemment importateur de la marque lyonnaise.
Le local bisontin suffit à peine pour une production atteignant les 300 véhicules annuels. En 1913, il se présente l'occasion d'acquérir des bâtiments à Boulogne-sur- Seine,, déjà haut lieu de l’industrie automobile où il est possible d'embaucher des ouvriers qualifiés. Un atelier de mise au point et montage y est installé.
Une concession est ouverte en Angleterre.
Durant la première guerre mondiale, Th. Schneider doit se convertir à la fabrication d’ogives ainsi que de camions de 2 tonnes et de voitures de liaison. 
L’usine de Boulogne est revendue après guerre et le capital de l’entreprise est ouvert  à de nouveaux actionnaires. Les modèles d’avant-guerre sont remis en production, la principale innovation consistant à placer le radiateur à l’avant, ce qui entraîne la disparition du capot "bec de canard". 
Les ventes sont satisfaisantes grâce au succès du modèle équipé du 4 cylindres 10 CV, véhicule de prédilection des commerçants et artisans.
 Mais les commandes ne permettent pas de mettre en place une fabrication en série, seul moyen de concurrencer les grands constructeurs de sorte qu'en 1921 la mise en liquidation judiciaire est prononcée. Th.Schneider est temporairement sauvé grâce à la prise de contrôle par son principal concessionnaire lillois. 
Toutefois la Société ne peut échapper à la liquidation judiciaire en 1922 et la faillite est prononcée en 1931. L'institution Saint-Joseph occupe aujourd'hui l'emplacement de l'usine,.
Quant à Louis Ravel, après avoir quitté la société en 1922, remplacé par le carrossier bisontin Ferdinand Montjardet, il produit ses propres modèles salués pour leur simplicité au salon de l'automobile en 1923. Ingénieur hors pair, il conçoit plusieurs améliorations techniques dont il dépose les brevets. Il vend jusqu'à 350 véhicules par an, mais ne résiste pas à la crise de 1929. Ses locaux de la rue de l'Église sont repris par un négociant en produits chimiques. Louis Ravel décède en 1930. 

## Palmarès sportif
- Grand Prix de Belgique en 1912, sur le circuit Anseremme-Dinant, victoire de René Croquet.
- Grand Prix automobile de France 1912 à Dieppe, 7e René Croquet.
- Grand Prix de France en 1912 au Mans, 2e place René Champoiseau[12].
- Grand Prix de France en 1913 au Mans, 8e place René Thomas.
- Grand Prix automobile de France 1914 à Lyon, 9e place, René Champoiseau.
- 24 Heures du Mans 1926, 6e place, Pierre Tabourin et Auguste Lefranc .

## Voitures préservées

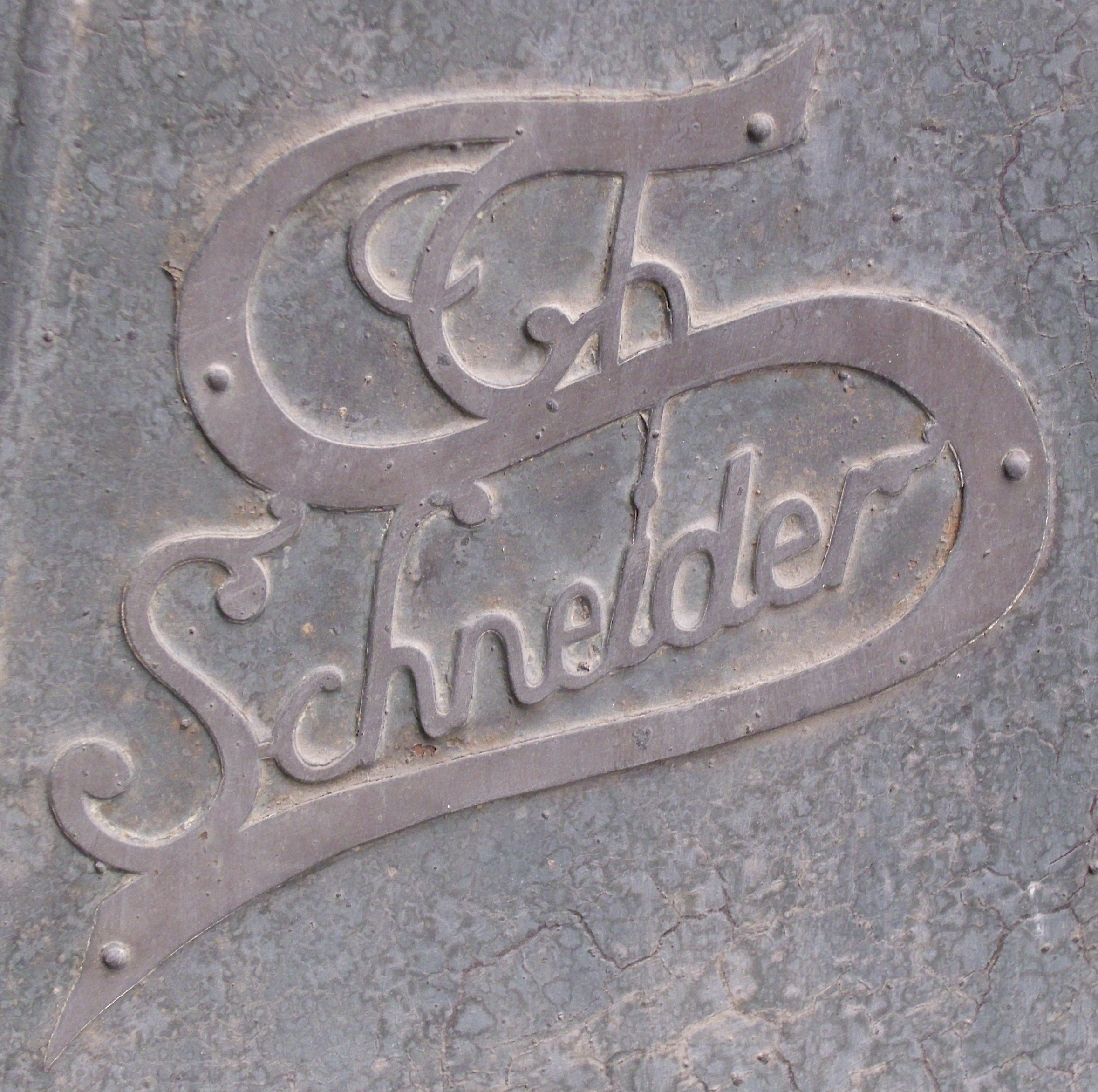
Logo de la marque

1913, châssis no 13419, 18 CV, carrosserie Salmons & Sons, 4-cylindres 3,9 litres, préservée en Angleterre
1913, châssis no 13900, carrosserie torpédo, préservée en Allemagne,
1913, châssis no 14122, reconstruite en Angleterre
1920, châssis n° .. , 14-16 CV, 2 913 cm3, préservée au musée de l'automobile de Salamanque en Espagne
1921, châssis no 26, no 21-15-1, Tourer, restaurée dans les années 60
1924, châssis no 28, no 21-20-1, Tourer, restaurée dans les années 60
1924, châssis n° .., Tourer, préservée à Besançon
1926, châssis no 125, 10 CV, 1 954 cm3, préservée au musée de l'automobile Henri-Malartre à Rochetaillée-sur-Saône
1926, châssis no 148, Le Mans Tourer, type 13/55, 25SP, préservée en Angleterre
1929, châssis n° .. , Le Mans Tourer, préservée au Canada

## Galerie

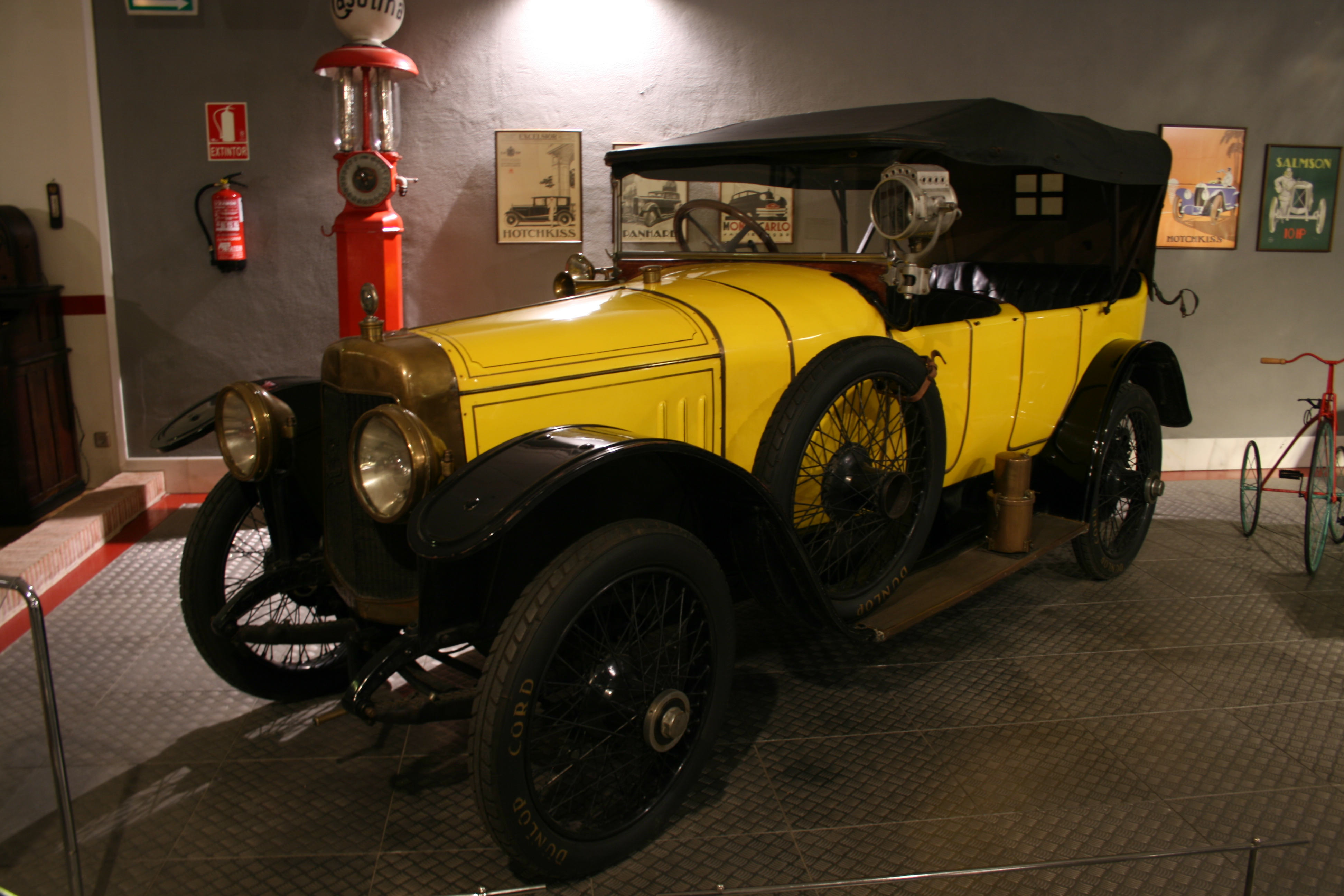
Voiture Th. Schneider de 1920 préservée en Espagne au musée automobile de Salamanque.
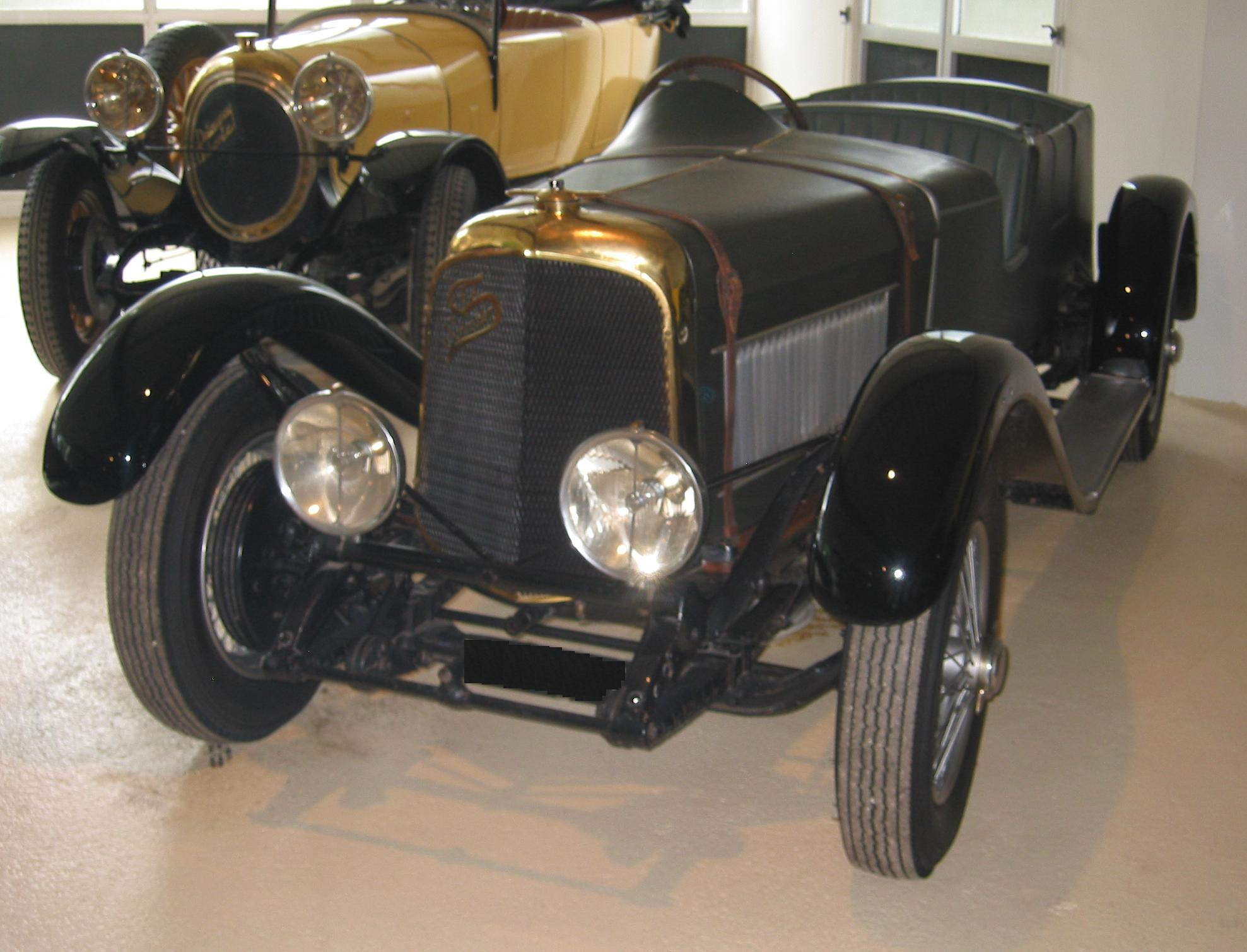
Voiture Th. Schneider de 1926 préservée au musée de Rochetaillée-sur-Saône.
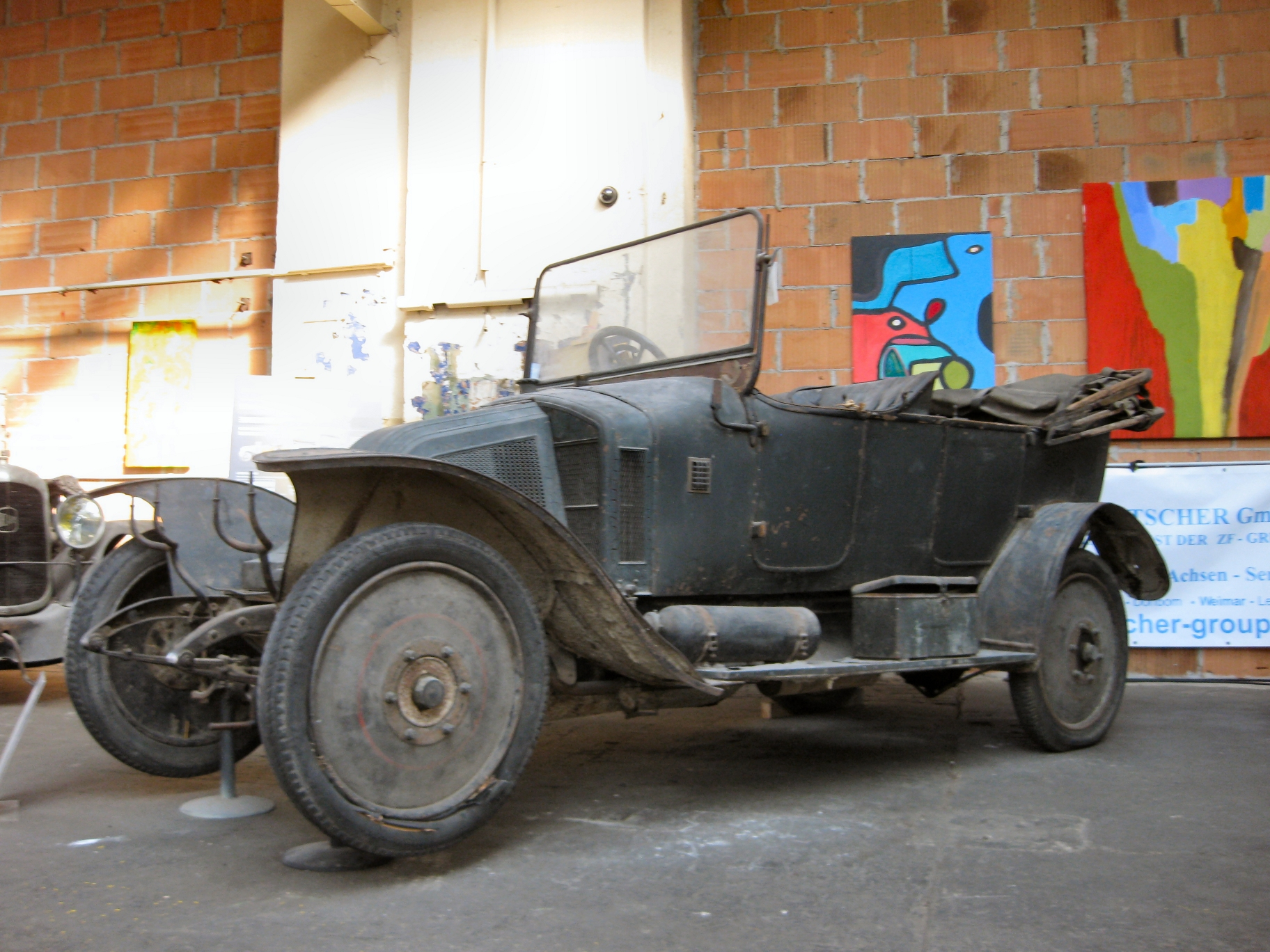
Type 13900 de 1913
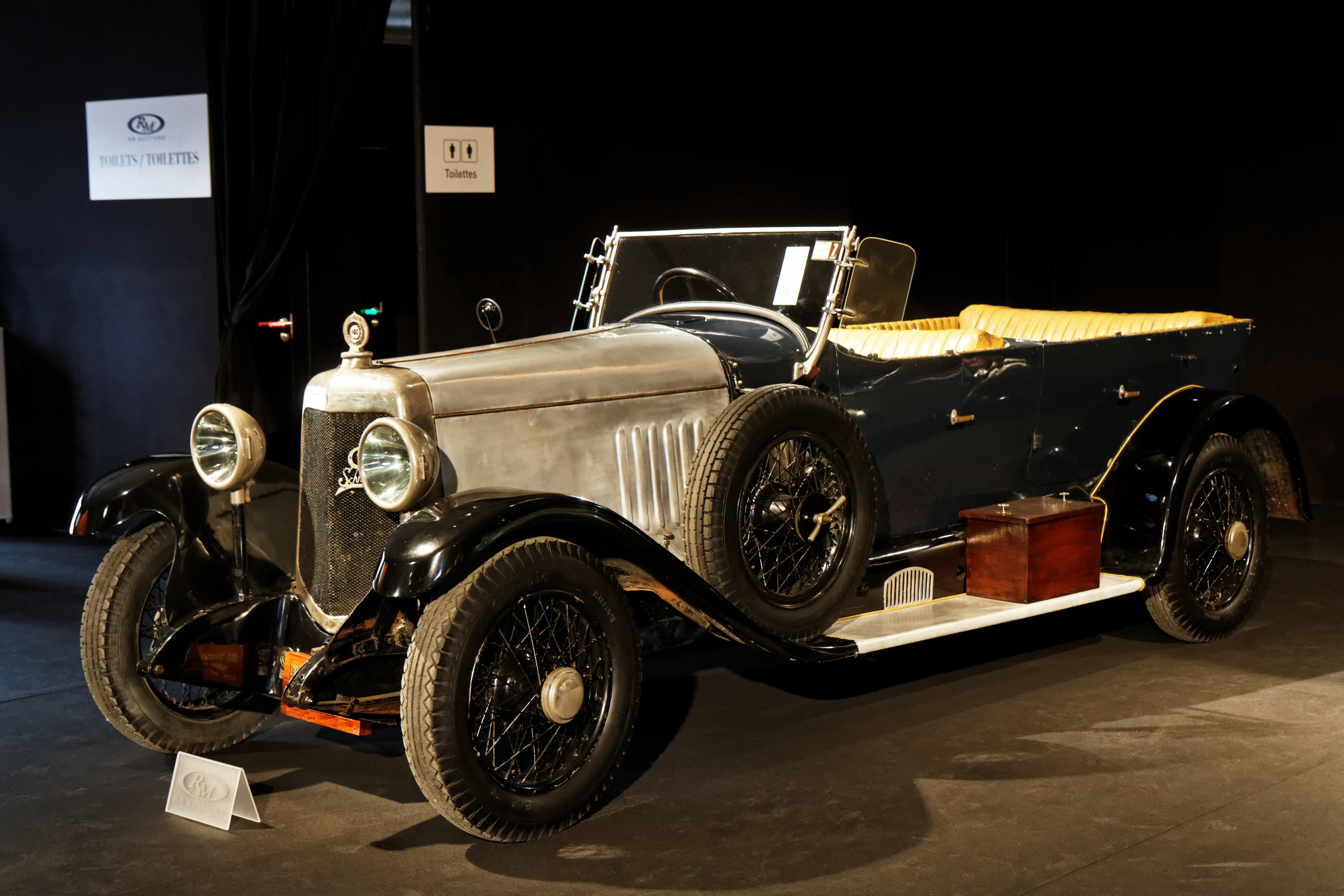
Voiture Th.Schneider 4½-Litre Tourer de 1921.

## Références

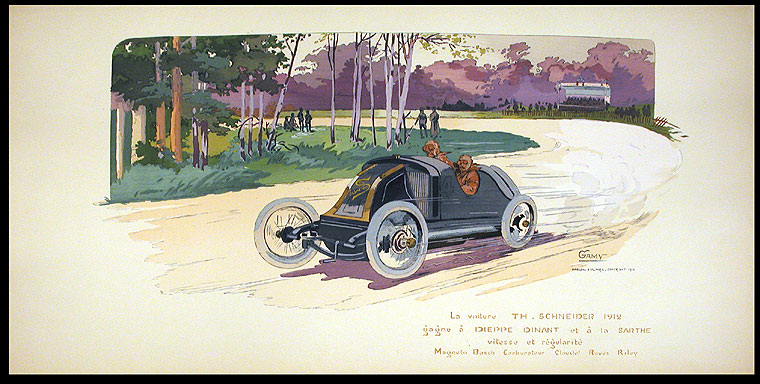
La Th. Schneider de Champoiseau ou de René Croquet, à la Coupe de la Sarthe 1912.

## Autres pilotes notables
- Fernand Gabriel
- René Thomas